# Heiko Hilker
Heiko Hilker (* 4. September 1966 in Eberswalde) ist ein deutscher Politiker. Er war von 1994 bis 2009 Mitglied des Sächsischen Landtages, wo er als Parteiloser in der Fraktion der PDS bzw. Die Linke saß.

## Leben
Nach dem Abitur in Eberswalde 1985 war Hilker als Elektromonteur beim VEB Filmfabrik Wolfen tätig. Dem schloss sich von 1986 bis 1991 ein Studium der Informations- und Messtechnik an der TU Dresden an, das er als Diplom-Ingenieur abschloss. 1991 war er kurzzeitig wissenschaftlicher Mitarbeiter an der TU Dresden, dann von 1991 bis 1993 arbeitslos. In dieser Zeit engagierte er sich als Mitbegründer des Netzwerks zum Erhalt des Jugendradios DT64 und konzipierte das Jugendmedienzentrum Dresden. 1993 leitete er ein Projekt zur Aufarbeitung der Geschichte der DDR-Jugendmedien.
Nach dem Ende seines Landtagsmandats machte sich Hilker selbstständig und gründete im September 2009 mit seiner vormaligen wissenschaftlichen Mitarbeiterin und Büroleiterin Susann Scholz-Karas das Dresdner Institut für Medien, Bildung und Beratung (DIMBB). Für dieses erstellte Hilker 2013 im Auftrag der Fraktion Die Linke im Bundestag ein Gutachten über den Rundfunkbeitrag. Er kritisierte darin, dass die vom Verfassungsrechtler Paul Kirchhof aufgestellten Prämissen für eine Haushaltsabgabe im Rundfunkbeitragsstaatsvertrag nicht umgesetzt worden seien. Die Beitragserhebung sei sozial ungerecht, datenschutzrechtlich unzulässig, übermäßig bürokratisch und schade dem Mittelstand.

## Politik
Hilker wurde 1987 Mitglied der SED. Er übte verschiedene Funktionen in den Massenorganisationen der DDR aus, darunter FDJ-Sekretär ab 1980, 1987 bis 1988 stellvertretender FDJ-Sekretär der Seminargruppe und 1988 bis 1989 Sekretär für Agitation und Propaganda der Bereichsparteileitung. Nach der Wende war er 1990 bis 1991 Mitglied der AG Junge GenossInnen bei der PDS. 1991 trat er aus der PDS aus.
Bei der Landtagswahl in Sachsen am 11. September 1994 kandidierte er für die PDS (heute Die Linke) und wurde in den Sächsischen Landtag gewählt (Liste hier). Bei der Wahl 1999 wurde er wiedergewählt; ebenso bei der Wahl 2004.
Er war medien- und technologiepolitischer Sprecher seiner Fraktion. 
Bei der Bundestagswahl 2005 kandidierte er erfolglos im Wahlkreis Döbeln – Mittweida – Meißen II.

## Ämter und Funktionen
- MDR-Rundfunkrat als Vertreter des Deutschen Journalisten-Verbands (DJV) Sachsen
- Vorsitz der Fraktion Die LINKE im Kreistag Döbeln
- Mitglied des Kommunalpolitischen Forums Sachsen